# Alexandru Davila
Alexandru Davila (ur. 12 marca 1862 w Golești, zm. 19 października 1929 w Bukareszcie) – rumuński dramatopisarz, reżyser, aktor i publicysta.
W 1903 wraz z N.D. Coceą współredagował czasopismo "Rampa" poświęcone literaturze, teatrowi i sztuce, 1905-1908 i 1912-1918 był dyrektorem Teatru Narodowego w Bukareszcie. W przerwie między kierowaniem Teatrem Narodowym prowadził własny zespół teatralny, w którym promował młode talenty aktorskie i prezentował rodzimy repertuar. Wniósł wielki wkład w rozwój rumuńskiego teatru i kultury na przełomie XIX i XX w. Jest autorem dramatu historycznego Vlaicu Vodǎ (1902). Inscenizował komedie Moliera – m.in. Chory z urojenia, P. Beaumarchais'go, dramaty H. Ibsena, L. Pirandella, G.B. Shawa, W. Szekspira (Burza) i P. Corneille'a (Cyd).